# Adenophora stricta
Adenophora stricta là loài thực vật có hoa trong họ Hoa chuông. Loài này được Friedrich Anton Wilhelm Miquel mô tả khoa học đầu tiên năm 1866.

## Phân loài
- Adenophora stricta subsp. aurita (Franch.) D.Y.Hong & S.Ge, 2010
- Adenophora stricta subsp. confusa (Nannf.) D.Y.Hong, 1983
- Adenophora stricta subsp. sessilifolia D.Y.Hong, 1983